# Enterprise (Fahrgeschäft)

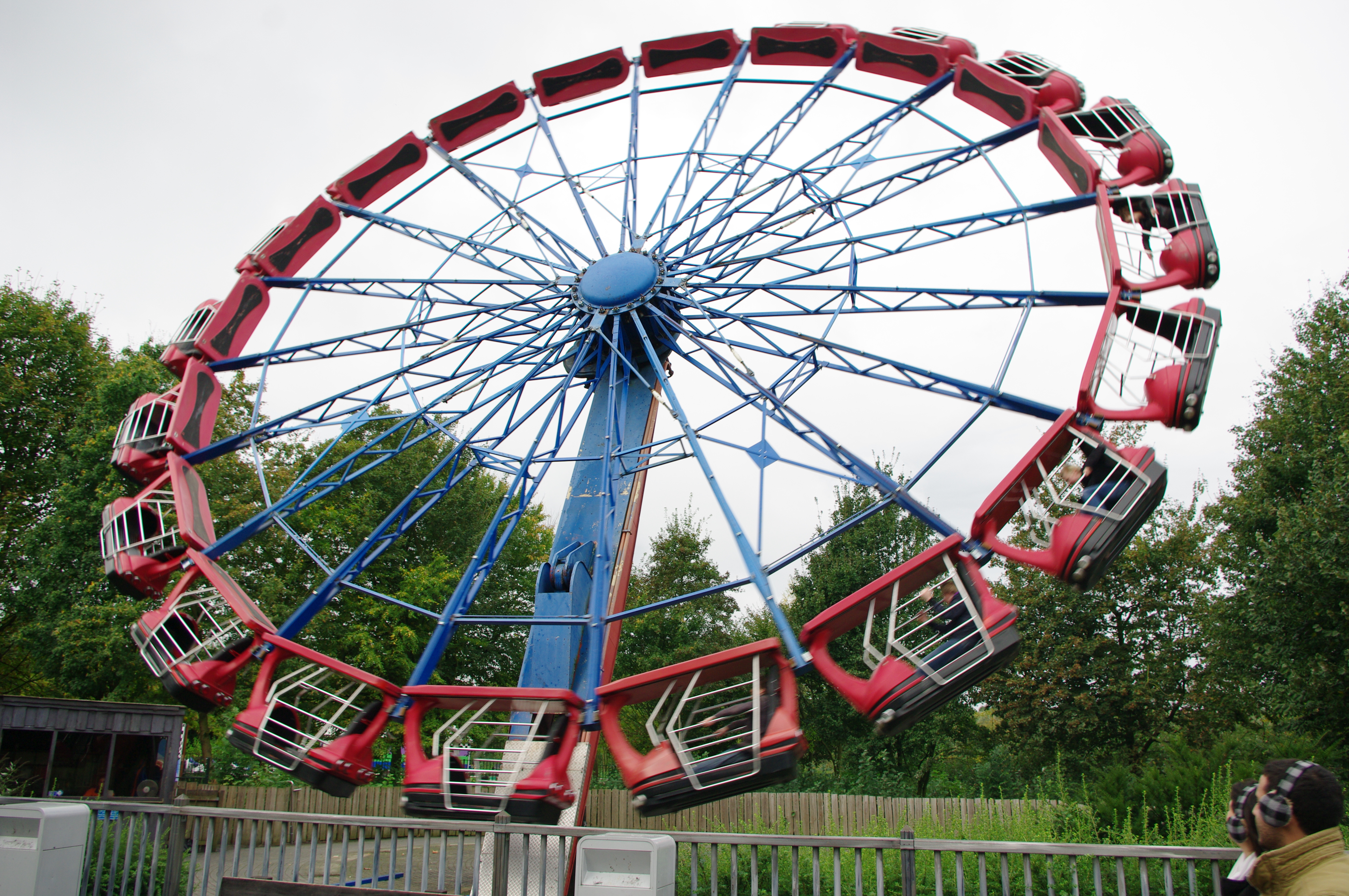
G-Force in Walibi Holland von Huss Park Attractions

Enterprise ist ein Typ Fahrgeschäft, das man auf Volksfesten und in Freizeitparks findet und seit 1972 von mehreren Herstellern produziert wurde.

## Hintergrund
Entstanden im Jahr 1972, galt die Enterprise in den 1970er und 1980er Jahren als eines der beliebtesten Überkopffahrgeschäfte auf deutschen Volksfesten. An einem Radkranz mit 18 bis 22 Meter Durchmesser sind außen seitlich schwenkende Zwei-Personen-Gondeln angebracht. Der Motor beschleunigt das Rad auf 14 bis 17 Umdrehungen in der Minute, wobei der Fahrgast durch die entstehende Zentrifugalkraft in den Sitz gedrückt wird. Danach hebt sich der Arm mit dem Rad bis zu einem Winkel von fast 90 Grad. In dieser Position erfährt der Fahrgast frei sitzend alle vier Phasen des Loopings. Es kommen keinerlei Personenrückhaltesysteme zum Einsatz, die Mitfahrer werden allein durch die Beschleunigung im Sitz gehalten. Die Gondeln sind während der Fahrt allerdings mit einem Gitter oder mit einer Schiebetür verriegelt. Bis in die Anfänge der 1990er Jahre hinein waren über zehn dieser mobilen Fahrgeschäfte in Deutschland im Einsatz, alleine zwei, Enterprise (Münch) und Moonlift bzw. Mondlift (Zehle) gastierten jedes Jahr inklusive 1990 auf dem Münchener Oktoberfest.

## Hersteller und Varianten

### Anton Schwarzkopf
Die erste Enterprise der Schwarzkopf GmbH wurde im Jahr 1972 gebaut und feierte im August 1973 auf dem Jahrmarkt in Bad Kreuznach mit der Schaustellerfamilie Tolisch Premiere. Diese Version hatte wie die Enterprise II, die nur ein anderes Podium besaß, 16 Gondeln für insgesamt 32 Personen. 1975 kam Enterprise III mit 21 Gondeln auf den Markt. 1978 stellte die Firma die Enterprise IV, wieder mit 16 Gondeln, als mobile und stationäre Version vor. Insgesamt wurden von Schwarzkopf über 20 Fahrgeschäfte dieses Typs gebaut. Eine Schwarzkopf Enterprise ist im niederländischen Attractiepark Slagharen zu finden.

### Emiliana Luna Park
Ein weiterer Hersteller ist das Unternehmen Emiliana Luna Park aus Italien. Ähnlich wie bei dem Huss Modell aus dem Jahr 1975 besitzt das Fahrgeschäft 20 Gondeln, in denen bis zu 40 Personen pro Fahrt mitfahren können. Bis heute wird das Fahrgeschäft noch produziert und kann sowohl als Parkversion als auch Reisegeschäft geliefert werden. Der Prototyp wurde 2009 unter dem Namen Kehrä im finnischen Freizeitpark Linnanmäki bei Helsinki eröffnet.

### Heinz Fähtz
Auch die Fahrzeug- und Maschinenfabrik Heinz Fähtz aus Edelsberg bei Limburg stellte zwei Nachbauten der Schwarzkopf Enterprise her. Ein kleines Modell mit 16 Gondeln und ein großes Modell mit 20 Gondeln. Die Anlage war als Park- und als Reisegeschäft erhältlich. Das letzte bekannte Modell steht seit 1983 im amerikanischen Freizeitpark Six Flags Darien Lake in New York.

#### Super Passat
Auch hier ist das Rad auf einem Arm montiert, aber zusätzlich wird das Rad auf einer bogenförmigen Säule geführt. Ein anderer Name dieses Fahrbetriebs ist Fahrt zum Mond.

### Huss Rides
Seit 1975 wurden sowohl mobile als auch stationäre Anlagen von Huss, als verbesserter Nachbau des Schwarzkopf Geschäfts, produziert. Die Karussells von Huss besitzen 20 Gondeln und einen hydraulisch angetriebenen Hubarm. Insgesamt stellte Huss 74 Fahrgeschäfte dieses Typs her. Die einzige heute noch in Deutschland betriebene, transportable Huss Enterprise ist im Besitz der Schaustellerfamilie Zettl aus München, trägt den Namen Mondlift, ist in der Lage, rückwärts zu fahren und ist seit 2005 auch wieder auf dem Münchener Oktoberfest vertreten. Eine fest installierte Anlage war in Deutschland zuletzt im Freizeit-Land Geiselwind zu finden, die Ende der Saison 2019 den Park verließ. Im niederländischen Drievliet beispielsweise noch ein solches Exemplar in Betrieb. In den 1980er Jahren war eine Huss Enterprise auch im Wiener Prater vor dem Wiener Riesenrad installiert. Zeitweise gastieren Schausteller aus den Niederlanden mit einer Enterprise auf deutschen Festplätzen.

#### UFO
1978 präsentierte Huss das Fahrgeschäft UFO. Ähnlich wie bei dem Fahrgeschäft Round-up und grundlegend aufbauend auf den schon bekannten Komponenten der Enterprise besitzt das Fahrgeschäft UFO zwölf im Kreis angeordnete Gondeln, in denen jeweils vier Personen während der Fahrt mit dem Gesicht zur Innenseite drin stehen können. Die einzige heute noch in Betrieb befindliche Anlage in Deutschland ist unter dem Namen Alpha 1 des Nienburger Schausteller Peeters auf manchen Kirmesplätzen noch zu finden.

#### Sky Lab
1979 stellte Huss eine größere Version der Enterprise namens Sky Lab vor. Das Fahrgeschäft besitzt neben einer höheren Kapazität auch größere Abmessungen. So erreicht das Fahrgeschäft während der Fahrt mit ausgeschwungenen Gondeln eine Gesamthöhe von über 26 Meter. Pro Fahrt können bis zu 60 Personen in 15 Fahrgastkabinen mitfahren, was zu einer theoretischen Stundenkapazität von 1.700 Personen führt. Insgesamt wurden nur drei Anlagen hergestellt, eine mobile und zwei stationäre Anlagen, die bis heute teilweise noch in Betrieb sind. Zu finden sind sie im kanadischen Freizeitpark Canada’s Wonderland als The Orbiter und im kolumbianischen Freizeitpark Parque del Café als Ciclón. Die im israelischen Luna-Park Tel Aviv zuletzt als Sky Loop betriebene Anlage wurde im Sommer 2018 verschrottet. Es handelt sich hierbei um die ehemals einzige Reiseversion dieses Anlagentyps und somit des damals bis Anfang der 90er-Jahre in Deutschland reisenden Skylab.

#### Fly Away
1999 wurde von Huss das Fahrgeschäft Fly Away vorgestellt. Das Prinzip ist das gleiche wie bei dem klassischen Enterprise Fahrgeschäft mit dem Unterschied, dass die Fahrgäste nicht in der Gondel sitzen, sondern liegen. Insgesamt stellte Huss vier Anlagen her. Das Fahrgeschäft besitzt 18 Doppel-Liegegondeln, in denen insgesamt 36 Personen pro Fahrt mitfahren können. Diese Variante war bislang nur als stationäre Anlage für Freizeitparks erhältlich und wird mittlerweile nicht mehr produziert. Die bestehenden Anlagen sind u. a. im französischen Freizeitpark La Récré des 3 Curés als Le Spoontus, sowie im amerikanischen Freizeitpark Six Flags New England als Nightwing und im Yanfusun Fancyland in Taiwan als Timeclock zu finden. Die vierte Anlage stand bis zuletzt im Pleasure Island Family Theme Park in Großbritannien, da der Park allerdings 2016 geschlossen wurde, ist der weitere Verbleib dieser Anlage bislang unbekannt.

#### Enterprise 2G/2GH
Im August 2015 stellte die Bremer Firma Huss Park Attractions drei neue Modelle des bekannten Fahrgeschäfts Enterprise vor, die „Enterprise 2G“ (2nd Generation). Diese ausschließlich für Freizeitparks konzipierten Fahrgeschäfte besitzen neben einem neuen Design auch neue Sitze und Fahrabläufe und sind in drei neuen Varianten erhältlich: Als „Enterprise 2G“, der wahlweise mit klassischen Gondeln oder mit neu entworfenen gefederten Sitzgondeln erhältlich ist, sowie als „Enterprise 2GH“ (2nd Generation Hybrid), der je zur Hälfte aus klassischen Gondeln und gefederten Sitzgondeln besteht und als „Enterprise 2GH-Plus“ (2nd Generation Hybrid, kombiniert mit einer neuen Neigemechanik). Bei dieser Variante kann der Radkranz von der aufrechten vertikalen Position, der bekannten Enterprise-Bewegung, in eine horizontale Position und / oder umgekehrt bewegt werden, was zu einem neuen Fahrablauf und einem neuen Fahrerlebnis führt. Alternativ kann der Radkranz in einer horizontalen Position gehalten werden, während der Hubarm in der aufrechten Position angehoben wird. Bei einer niedrigen bis mittleren Drehzahl kann das Fahrgeschäft in dieser Position auch als eine Art Panorama-Fahrt betrieben werden. Bei allen drei neuen Varianten können bis zu 40 Personen pro Fahrt mitfahren, was zu einer theoretischen Stundenkapazität von 1.200 Personen führt.

## Andere Varianten
Von verschiedenen tschechischen Herstellern wird unter dem Namen Centrifuga eine Variante der Enterprise mit 16 Gondeln für je zwei Fahrgäste gebaut. Anders als bei den anderen Herstellern sitzen die Mitfahrer hier neben- und nicht hintereinander.

## Unfälle
In der Nacht vom 13. auf den 14. August 1981 ereignete sich mit einem Sky Lab auf dem Hamburger Dom ein schwerer Unfall. Bei Arbeiten an seinem Fahrgeschäft Katapult geriet der Teleskopkran des Schaustellers Norbert Witte in den Fahrbereich der Gondeln des Karussells. Es wurden sieben Menschen getötet und 15 Personen erlitten zum Teil schwere Verletzungen. Der Unfall gilt bis heute als schwerster Kirmesunfall seit Bestehen der Bundesrepublik. Norbert Witte wurde wegen fahrlässiger Tötung und Körperverletzung zu einer Freiheitsstrafe von einem Jahr auf Bewährung verurteilt.
Am 17. Oktober 1983 kam es auf dem Texas State Fair im amerikanischen Dallas zu einem Unfall, bei dem ein 18-Jähriger starb und drei Menschen verletzt wurden. An dem Fahrgeschäft Enterprise hatte sich während der Fahrt, als sich das Karussell in der vertikalen Position befand, eine Gondel gelöst und stürzte aus einer beachtlichen Höhe zu Boden. Der Fahrgast, der in der Gondel saß, überlebte das Unglück nicht. Sieben Jahre später kam es auf der Moerser Kirmes zu dem gleichen Unfall, als sich im September 1990 bei dem Fahrgeschäft Sky Lab während der Fahrt eine Gondel löste und durch die unten stehende Zuschauermenge flog. Die Gondel kam erst mehrere Meter neben dem Fahrgeschäft zum Stehen. Bei dem Unfall wurden zwölf Menschen schwer verletzt, eine 38-jährige Frau erlag ihren schweren Verletzungen. Für den Betreiber war es bereits der zweite schwere Unfall. Er nahm das Karussell nicht mehr in Betrieb und verkaufte es im Anschluss. Das Karussell fand im israelischen Luna-Park Tel Aviv seine neue und auch letzte Heimat, denn es wurde im Sommer 2018 verschrottet. Heute erinnert in diesem Park lediglich die noch existierende Rückwand des Fahrgeschäfts an das ehemalige Skylab.
Zu einem weiteren Unfall kam es am 22. September 2001 im britischen Thorpe Park, als bei dem Fahrgeschäft Zodiac während der Fahrt ein Gondelbolzen brach und sich der hintere Teil der Gondel von dem Fahrgeschäft gelöst hatte. Bei einer anschließenden Untersuchung wurde festgestellt, dass keine vom Hersteller autorisierten Originalteile verwendet wurden. Bei dem Unfall zogen sich zwei Schüler, die in der Gondel saßen, leichte Verletzungen zu. Zweieinhalb Jahre später erklärte der Crown Court in Guildford den Parkbetreiber für schuldig und verurteilte die Merlin Entertainments Group zu Schadensersatz und einer Kostenübernahme von insgesamt £100.000.

## Galerie

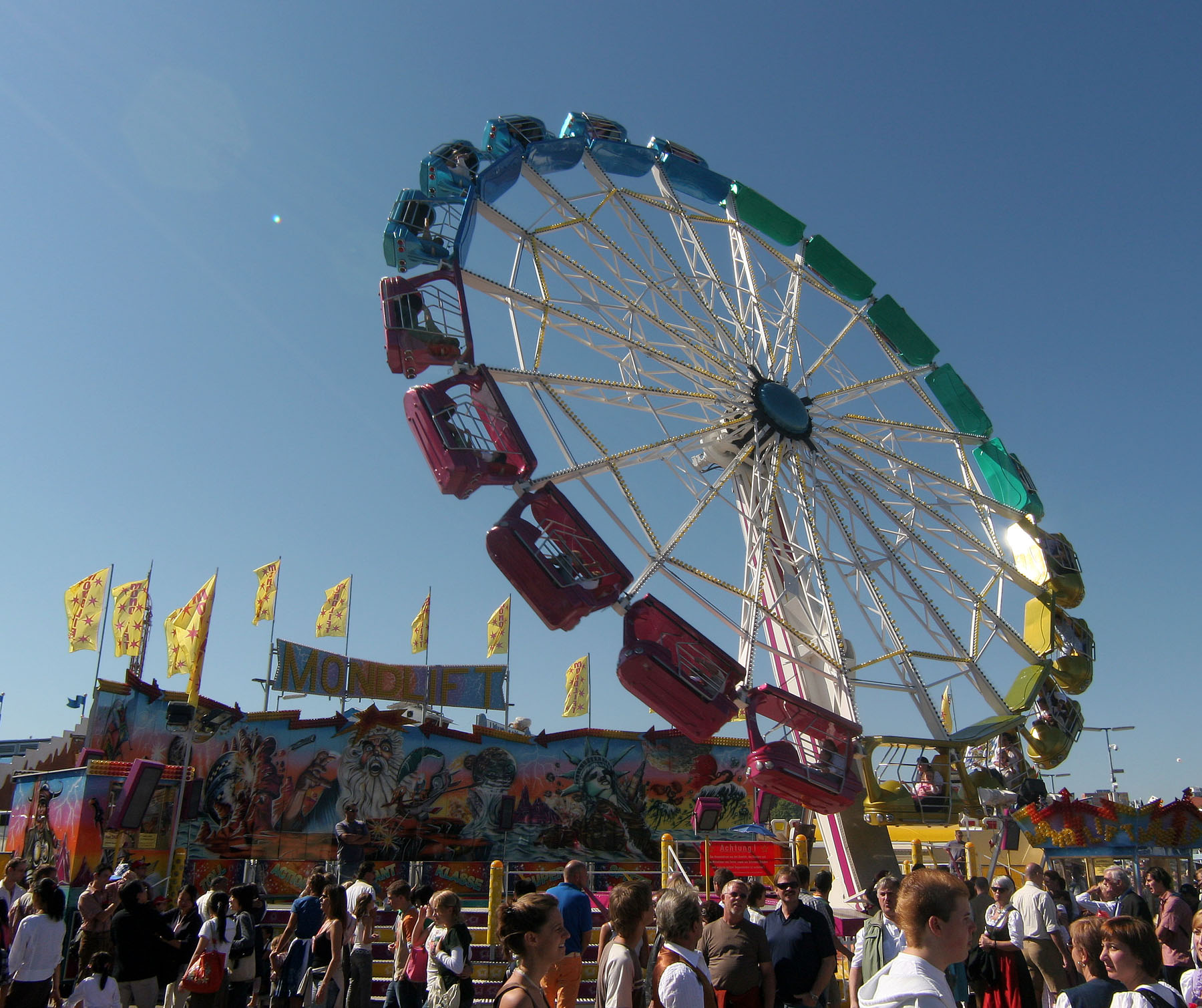
„Huss Enterprise“ Zehles Mondlift auf dem Münchner Oktoberfest
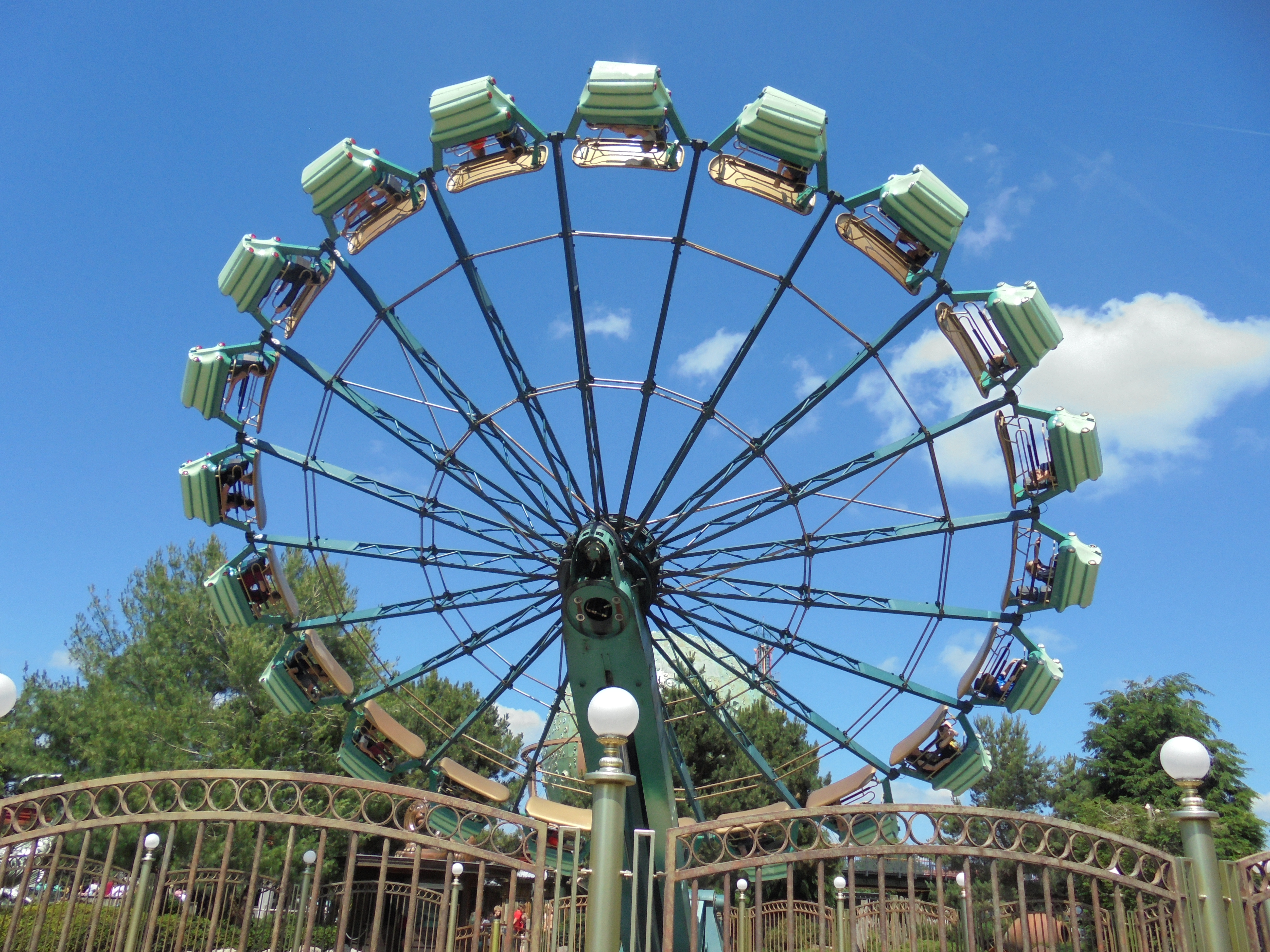
„Schwarzkopf Enterprise“ Enterprise im niederländischen Attractiepark Slagharen
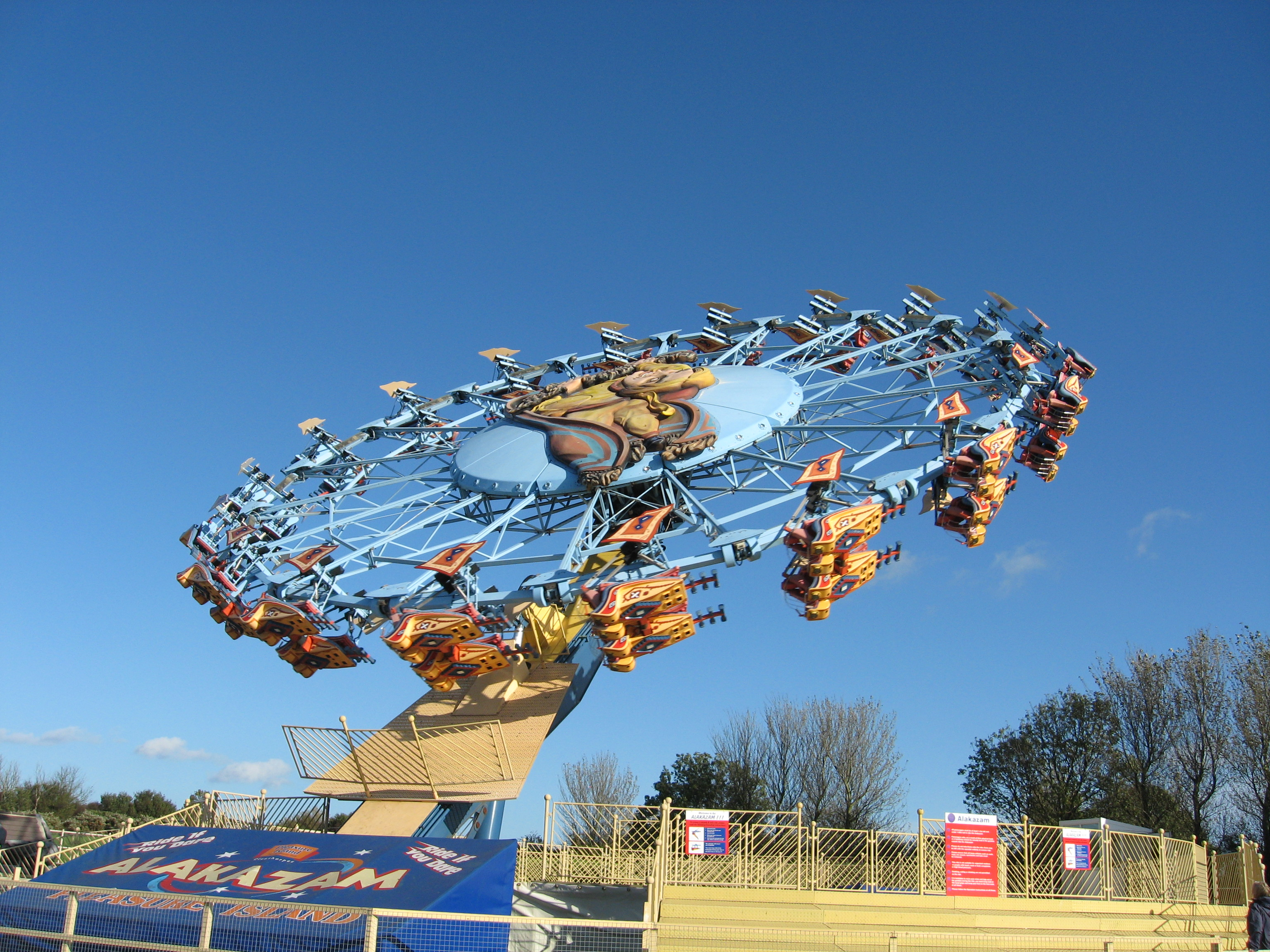
„Huss Fly Away“ Alakazam im Pleasure Island Family Theme Park
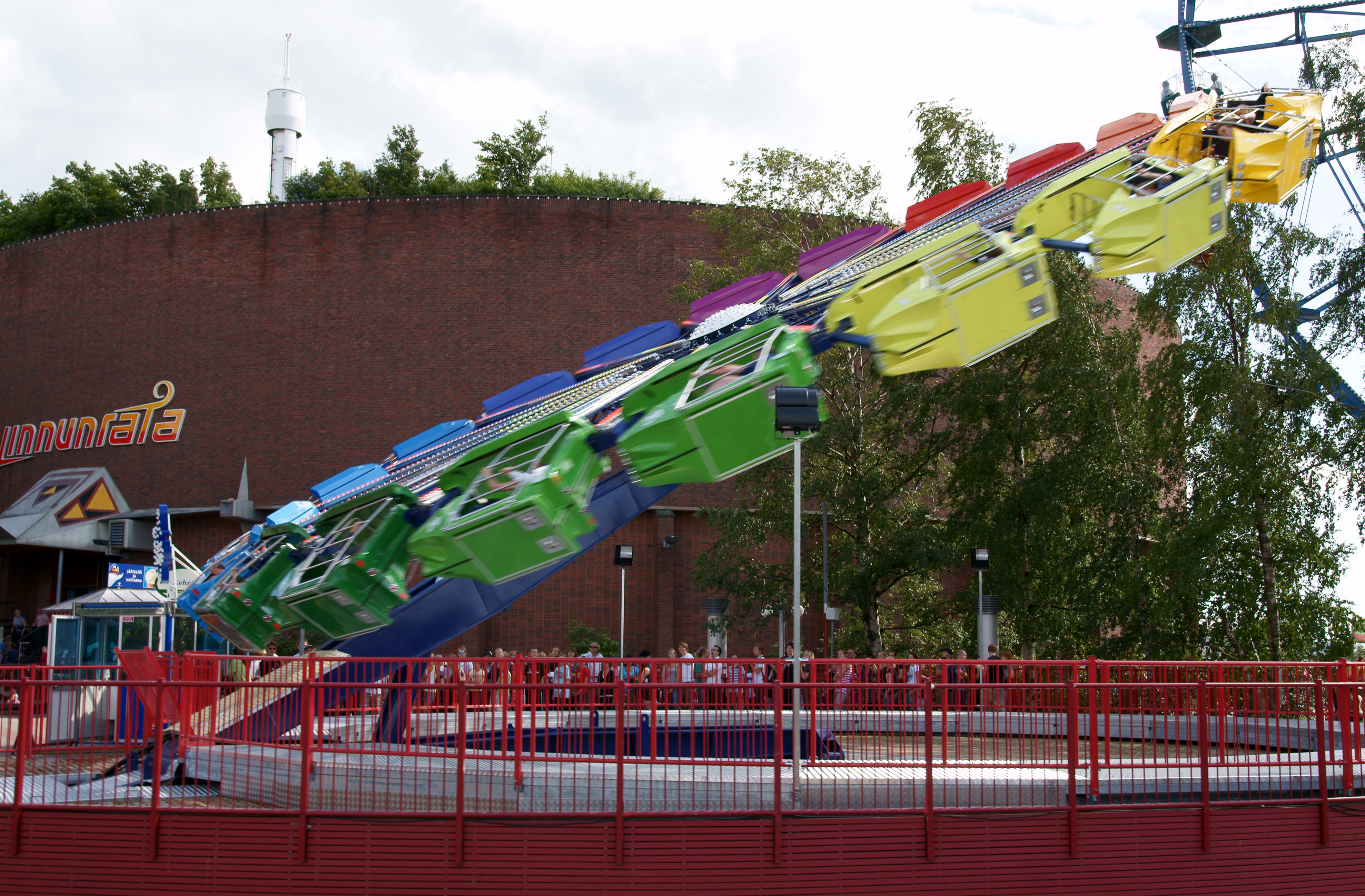
„Emiliana Luna Park Enterprise“ Kehrä im finnischen Freizeitpark Linnanmäki
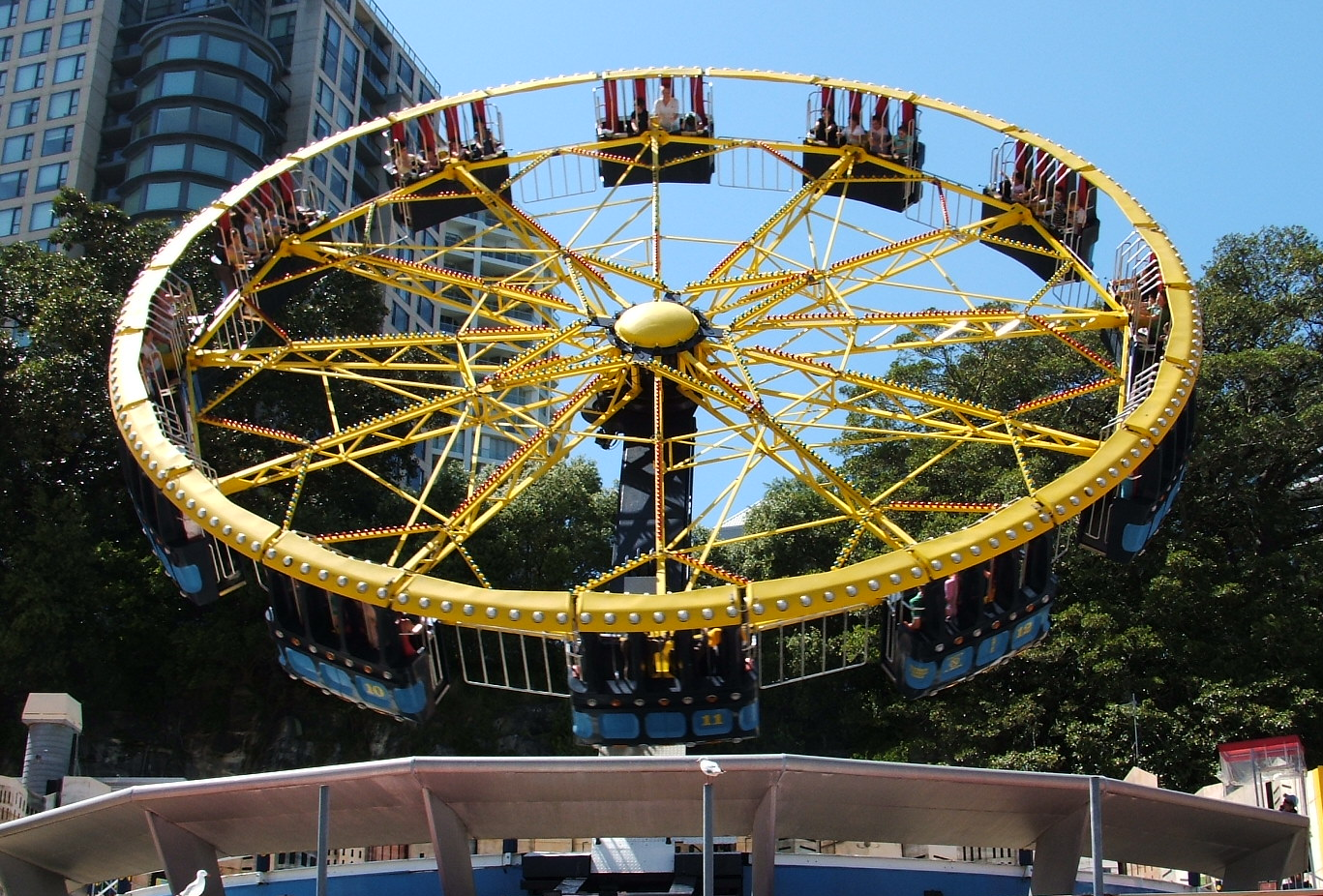
„Ufo von Huss“ Flying Saucer im australischen Luna Park Sydney
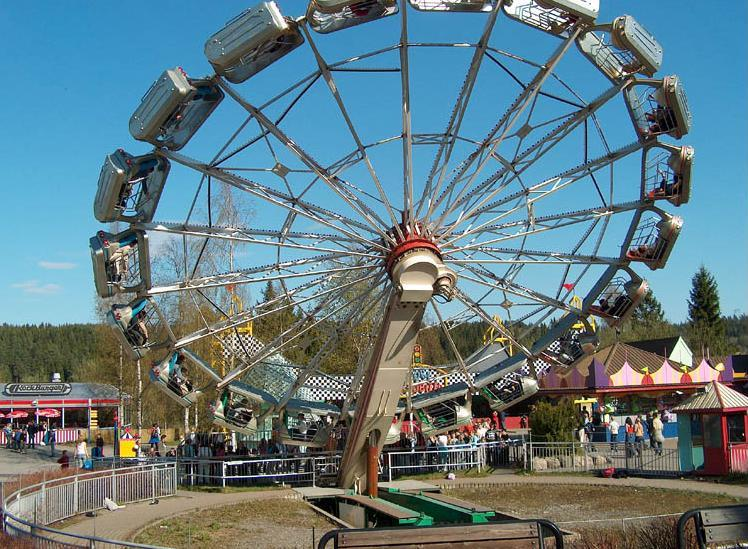
„Schwarzkopf Enterprise“ Enterprise im norwegischen Freizeitpark TusenFryd